# Aeschylus
Aeschylus (phát âm: /ˈɛskɨləs/ hoặc /ˈiːskɨləs/; tiếng Hy Lạp: Αἰσχύλος Aiskúlos; 525/524 TCN – 456/455 TCN) là một nhà soạn kịch Hy Lạp cổ đại. Ông được công nhận là cha đẻ của bi kịch hiện đại và là một trong ba nhà biên soạn bi kịch cổ Hy Lạp mà có các vở kịch còn tồn tại cho đến ngày nay, cùng với hai người nữa là Sophocles và Euripides. Trong các tác phẩm của mình, Aeschylus thường sáng tác nhiều nhân vật trong các vở kịch để tạo sự mâu thuẫn giữa các nhân vật. Trong số khoảng 70 vở kịch viết bởi Aeschylus chỉ còn 7 tác phẩm là còn tồn tại cho đến ngày nay.
Theo Pausanias, Aeschylus vốn là một người trồng nho, cho đến khi ông nhận được lệnh của thần Dionysus trong giấc mộng rằng ông phải sáng tác bi kịch và bắt đầu sáng tác, với một vở bi kịch được ra mắt năm 499 TCN, khi ông 26 tuổi. Ông có được chiến thắng đầu tiên tại lễ hội Dionysia của thành bang năm 484 TCN.
Rất nhiều tác phẩm của Aeschylus chịu sự ảnh hưởng từ cuộc xâm lược của quân Ba Tư vào Hy Lạp, cuộc chiến tranh xảy ra vào thời đại của ông. Vở kịch Những người Ba Tư (Πέρσαι hay Persai) vẫn là một nguồn tư liệu quý báu về giai đoạn lịch sử này của đất nước Hy Lạp. Cuộc chiến này có ảnh hưởng rất lớn tới những người Hy Lạp và cả bản thân Aeschylus. Khi Aeschylus qua đời, trên bia mộ của có ghi chú về sự tham gia của ông trong chiến thắng của quân Hy Lạp tại trận Marathon nhưng lại không ghi lại các thành tựu của ông với tư cách là một nhà soạn kịch:
| Αἰσχύλον Εὐφορίωνος Ἀθηναῖον τόδε κεύθει μνῆμα καταφθίμενον πυροφόροιο Γέλας· ἀλκὴν δ' εὐδόκιμον Μαραθώνιον ἄλσος ἂν εἴποι καὶ βαθυχαιτήεις Μῆδος ἐπιστάμενος | Nằm dưới phiến đá này là Aeschylus, con của Euphorion, người Athen, là người đã mất trên đất trồng lúa mì của Gela; khu rừng Marathon có thể nói về lòng dũng cảm cao quý của ông, và người Ba Tư tóc dài biết rõ điều này. |